# Steven Marshall (voleibolista)
Steven James Douglas Marshall (23 de novembro de 1989) é um voleibolista profissional canadense.

## Carreira
Steven Marshall é membro da seleção canadense de voleibol masculino. Em 2016, representou seu país nos Jogos Olímpicos de Verão no Rio de Janeiro, que ficou em sexto lugar.